# Республіка Конго на літніх Олімпійських іграх 2020
Республіку Конго на літніх Олімпійських іграх 2020 представляли три спортсмени у двох видах спорту.